# Buffenhofen
Das Dorf Buffenhofen ist ein Teilort der Stadt Meßkirch im baden-württembergischen Landkreis Sigmaringen.

## Geographie
Buffenhofen liegt im so genannten „Täle“ am Ringgenbach, der nördlich in die Ablach mündet. Im „Täle“ liegen auch die beiden Nachbardörfer Dietershofen und Ringgenbach.

## Geschichte

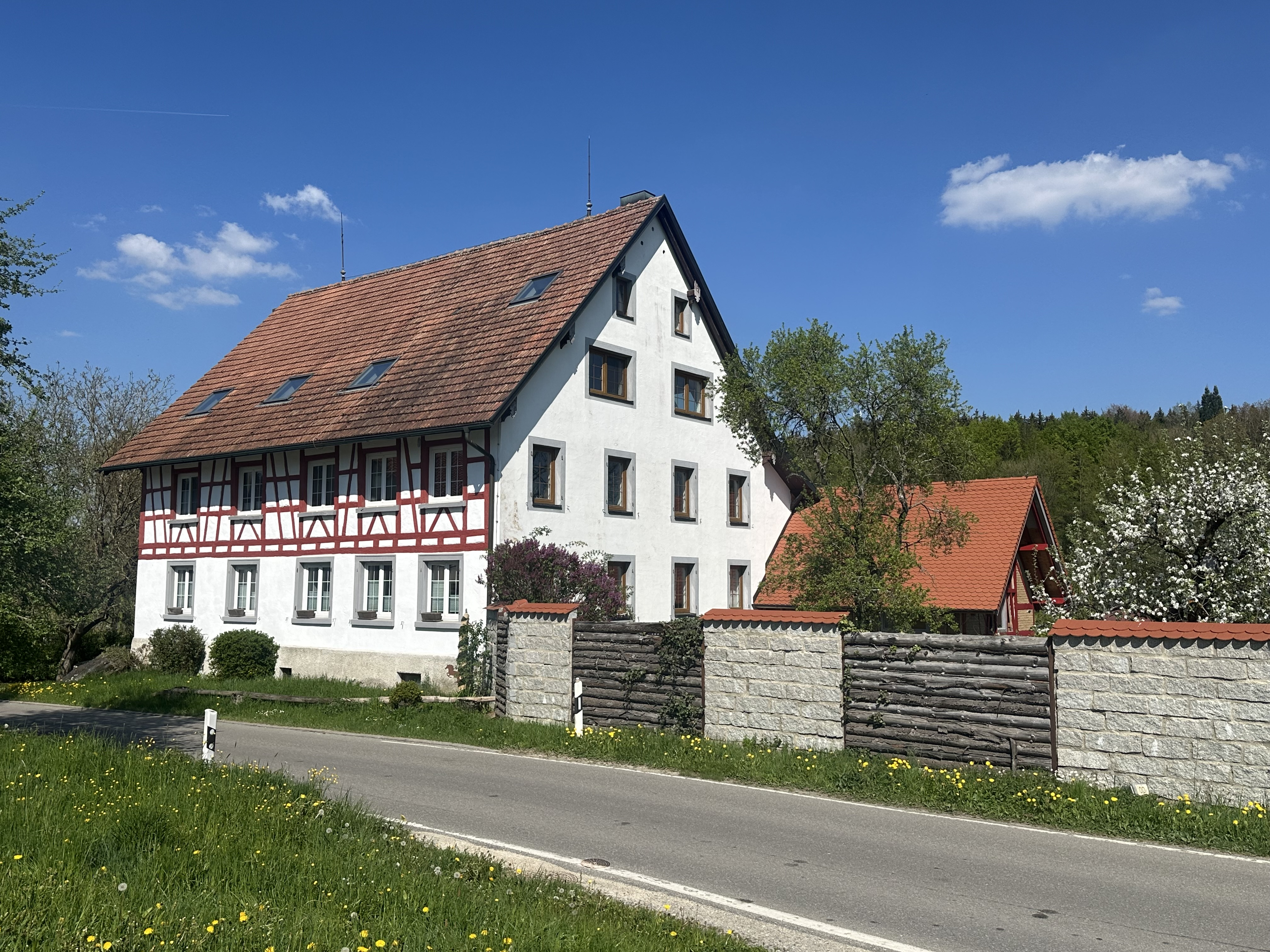
Ehemaliger Gasthof Zur Sonne in Buffenhofen, Geburtshaus von Anton Gabele

Das Dorf wurde im Jahre 1253 in einer Schenkungsurkunde des Truchsessen Berthold von Rohrdorf als Buffenhoven erstmals urkundlich erwähnt. Die Grund- und Lehensrechte an Buffenhofen gehörten im 13. Jahrhundert den Truchsessen von Waldburg-Rohrdorf.
Buffenhofen gehörte zum klösterlichen Territorium des Zisterzienserinnenklosters Wald und kamen erst nach dessen Aufhebung 1806 an das Fürstentum Hohenzollern-Sigmaringen.
Bereits in der zweiten Hälfte des 18. Jahrhunderts wurde das Dorf der damaligen Gemeinde Dietershofen zugesprochen und mit diesem zusammen 1975 nach Meßkirch eingemeindet.

## Kultur und Sehenswürdigkeiten
Am südlichen Dorfrand befindet sich der Buffenhofer Weiher, ein Angelgewässer mit öffentlicher Grillstelle.

## Wirtschaft und Infrastruktur
In Buffenhofen befand sich im 19. Jahrhundert eine Mühle. Noch im 20. Jahrhundert befand sich im Ort eine große Schreinerei.

### Infrastruktur
Erst 2008 wurden Dietershofen und Buffenhofen an die Flächenkanalisation angeschlossen.

### Verkehr
Das kleine Straßendorf befindet sich an der Kreisstraße 8237, die zugleich Ortsdurchfahrt ist. Der öffentliche Personennahverkehr wird durch den Kreisverkehrsbetrieb bedient, der sich im Verkehrsverbund Neckar-Alb-Donau (NALDO) befindet.

## Persönlichkeiten

### Söhne und Töchter des Ortsteils
- Anton Gabele (1890–1966), Volksschriftsteller und Träger des Bundesverdienstkreuzes. Ein Gedenkstein an seinem Geburtshaus, dem ehemaligen „Gasthaus zur Sonne“, erinnert an ihn.